# Diego Lapera
Diego José Lapera Sotolongo (13 de novembro de 1950) é um ex-jogador de voleibol de Cuba que competiu nos Jogos Olímpicos de 1972, 1976 e 1980.
Lapera fez a sua estreia em Olimpíadas nos jogos de 1972, jogando em seis confrontos e terminando na décima posição com o conjunto cubano. Em 1976, ele fez parte da equipe cubana que conquistou a medalha de bronze no torneio olímpico, no qual atuou em todas as seis partidas. Quatro anos depois, ele participou de dois jogos e o time cubano finalizou na sétima colocação na competição olímpica de 1980.